# Maing
Maing – miejscowość i gmina we Francji, w regionie Hauts-de-France, w departamencie Nord.

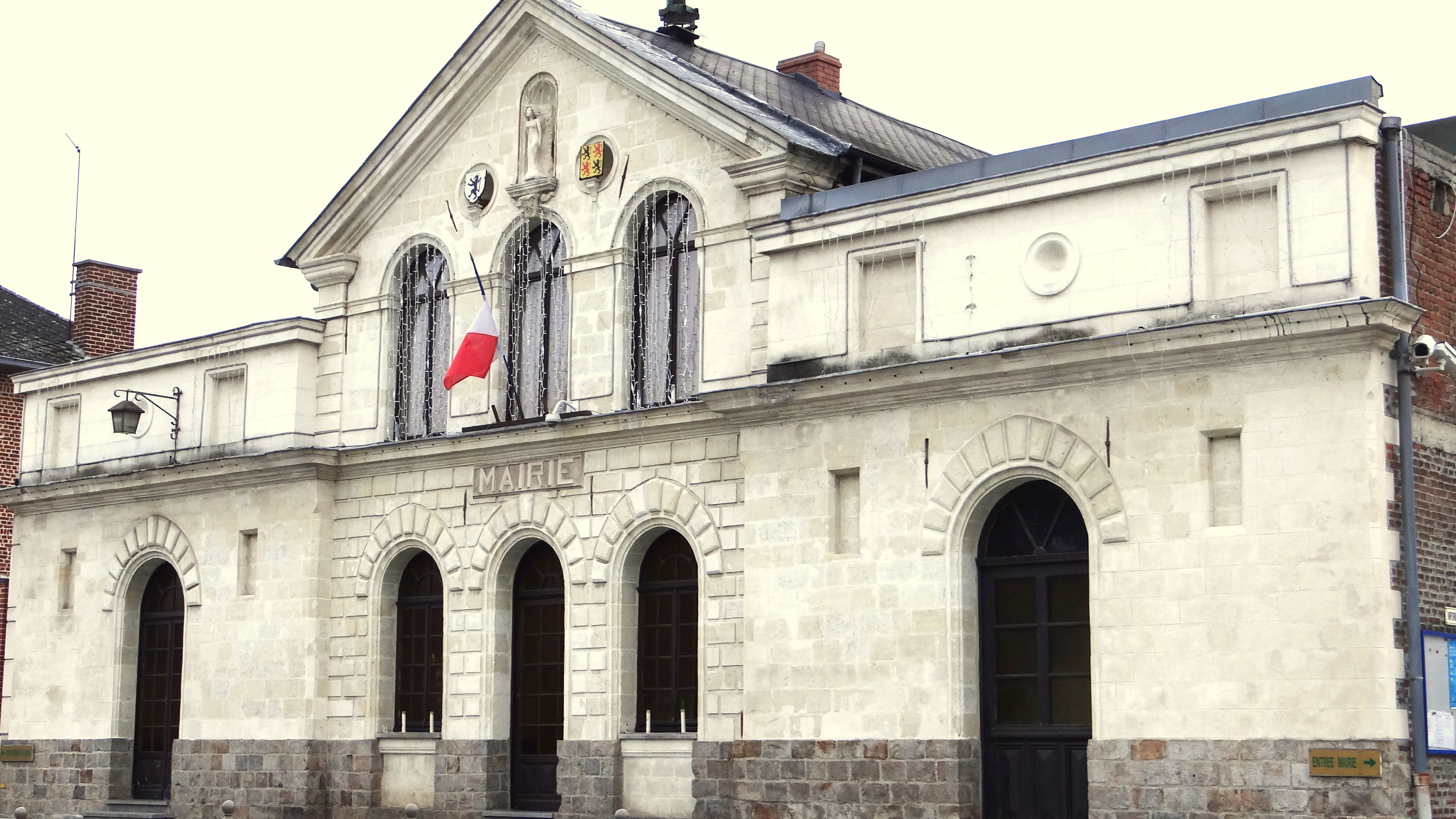
La Mairie

Według danych na rok 1990 gminę zamieszkiwały 4183 osoby, a gęstość zaludnienia wynosiła 358 osób/km² (wśród 1549 gmin regionu Nord-Pas-de-Calais Maing plasuje się na 213. miejscu pod względem liczby ludności, natomiast pod względem powierzchni na miejscu 241.).